# 2014-es önkormányzati választás Balassagyarmaton
A 2014-es önkormányzati választásokat október 12-én bonyolították le, az általános önkormányzati választások részeként.
Balassagyarmaton közel ötezer ember, a szavazásra jogosultak bő harmada ment el szavazni.
A város mind a 8 választókerületében a Fidesz-KDNP jelöltjei szereztek helyet a képviselő-testületbe. Kompenzációs listáról a Jobbik, MSZP és a DK kapott egy-egy mandátumot.
A város polgárai újraválasztották a város addigi polgármesterét, Medvácz Lajost, aki ezzel egyhuzamban a 3. önkormányzati ciklusát kezdte meg.

## A választás rendszere
A települési önkormányzati választásokat az országosan megrendezett általános önkormányzati választások részeként tartották meg. A szavazók a helyi képviselők és a településük polgármestere mellett, a megyei közgyűlések képviselőire is ekkor adhatták le a szavazataikat. A választásokat 2014. október 12-én, vasárnap bonyolították le.
A települési képviselőket választókerületenként választhatták meg a polgárok. A település méretétől (lakóinak számától) függött a választókerületek, s így a megválasztható képviselők száma is. A képviselők nagyjából négyötöde az egyéni választókerületekben nyerte el a megbízatását, míg egyötödük úgynevezett „kompenzációs”, azaz kiegyenlítő listán. A listákra közvetlenül nem lehetett szavazni. Az egyéni választókerületekben leadott, de képviselői helyet nem eredményező szavazatokat összesítették és ezeket a töredékszavazatokat osztották el arányosan a listák között.

### Választókerületek
| EVK | Polgárok | Jelölt |
| --- | -------- | ------ |
| 01  | 1 768    | 4      |
| 02  | 1 653    | 5      |
| 03  | 1 717    | 5      |
| 04  | 1 715    | 5      |
| 05  | 1 747    | 4      |
| 06  | 1 541    | 5      |
| 07  | 1 610    | 5      |
| 08  | 1 607    | 7      |
| ∑   | 13 358   | 40     |

| Szavazókörök | Szavazókörök | Szavazókörök | Szavazókörök |
| EVK          | SZK          | Polgárok     | Jelölt       |
| ------------ | ------------ | ------------ | ------------ |
| 01           | 01           | 868          | 4            |
| 01           | 02           | 900          | 4            |
| 02           | 03           | 882          | 5            |
| 02           | 04           | 771          | 5            |
| 03           | 05           | 843          | 5            |
| 03           | 06           | 874          | 5            |
| 04           | 07           | 865          | 5            |
| 04           | 08           | 850          | 5            |
| 05           | 09           | 783          | 4            |
| 05           | 10           | 964          | 4            |
| 06           | 11           | 702          | 5            |
| 06           | 12           | 839          | 5            |
| 07           | 13           | 793          | 5            |
| 07           | 14           | 817          | 5            |
| 08           | 15           | 797          | 7            |
| 08           | 16           | 810          | 7            |
| Össz.        | Össz.        | 13 358       | 42           |

A képviselő-testület létszáma 2014-ben nem változott, maradt az előző ciklushoz hasonló 11 fő. A szabályok szerint a települési képviselő-testületek létszáma a település lakosságszámához igazodott. A város lakosságszáma 2014-ben közel 16 ezer, míg a választópolgároké bő 13 ezer fő volt.
A képviselők közül nyolc az egyéni választókerületekben választhattak meg a polgárok, három fő a kompenzációs listákról nyerte el a mandátumot.
A városhoz tartozó Nyírjes és Újkóvár egyaránt a 06. számú egyéni választókerülethez lettek beosztva.
A polgármester-választás tekintetében a város egy választókerületet alkotott, így minden polgár szavazata egyenlő mértékben érvényesülhetett.

## Előzmények
|      |             |           |           |
| Párt | Párt        | Képviselő | Képviselő |
|      | Fidesz-KDNP | 8         | 72,7%     |
|      | MSZP        | 2         | 18,2%     |
|      | Jobbik      | 1         | 9,1%      |

| Szervezetek | Képviselő-testületi helyek | Képviselő-testületi helyek | Képviselő-testületi helyek | Képviselő-testületi helyek | Képviselő-testületi helyek | Képviselő-testületi helyek | Képviselő-testületi helyek | Képviselő-testületi helyek |    | Σ  |
| Szervezetek | Képviselő-testületi helyek | Képviselő-testületi helyek | Képviselő-testületi helyek | Képviselő-testületi helyek | Képviselő-testületi helyek | Képviselő-testületi helyek | Képviselő-testületi helyek | Képviselő-testületi helyek | vk | Σ  |
| ----------- | -------------------------- | -------------------------- | -------------------------- | -------------------------- | -------------------------- | -------------------------- | -------------------------- | -------------------------- | -- | -- |
| Fidesz-KDNP |                            |                            |                            |                            |                            |                            |                            |                            | 8  | 8  |
| Fidesz-KDNP |                            |                            |                            |                            |                            |                            |                            | 0                          |    | 8  |
| MSZP        |                            |                            |                            |                            |                            |                            |                            |                            | 0  | 2  |
| MSZP        |                            |                            |                            |                            |                            |                            |                            | 2                          |    | 2  |
| Jobbik      |                            |                            |                            |                            |                            |                            |                            |                            | 0  | 1  |
| Jobbik      |                            |                            |                            |                            |                            |                            |                            | 1                          |    | 1  |
| Összesen    |                            |                            |                            |                            |                            |                            |                            |                            | 8  | 11 |
| Összesen    | 3                          |                            |                            |                            |                            |                            |                            |                            |    | 11 |

## Jelöltek
| Szervezet   | Szervezet                              | Szervezet                              | Szervezet                              | Polgár- mester- jelölt | Képviselőjelöltek     | Képviselőjelöltek  | Képviselőjelöltek  | Képviselőjelöltek  | Képviselőjelöltek  |
| Szervezet   | Szervezet                              | Szervezet                              | Szervezet                              | Polgár- mester- jelölt | Egyéni jelöltek száma | Kompenzációs lista | Kompenzációs lista | Kompenzációs lista | Kompenzációs lista |
|             | neve                                   | jellege                                | hatóköre                               | Polgár- mester- jelölt | Egyéni jelöltek száma | #.                 | neve               | típusa             | jelöltek száma     |
| ----------- | -------------------------------------- | -------------------------------------- | -------------------------------------- | ---------------------- | --------------------- | ------------------ | ------------------ | ------------------ | ------------------ |
|             | Magyar Munkáspárt                      | párt                                   | országos                               |                        | 7                     | 1.                 | Munkáspárt         | önálló             | 9                  |
|             | Demokratikus Koalíció                  | párt                                   | országos                               | ✓                      | 8                     | 5.                 | DK                 | önálló             | 8                  |
|             | Jobbik Magyarországért Mozgalom        | párt                                   | országos                               | ✓                      | 6                     | 3.                 | Jobbik             | önálló             | 8                  |
|             | Magyar Szocialista Párt                | párt                                   | országos                               | ✓                      | 8                     | 2.                 | MSZP               | önálló             | 9                  |
|             | Fidesz – Magyar Polgári Szövetség      | párt                                   | országos                               | ✓                      | 8                     | 4.                 | Fidesz-KDNP        | közös              | 7                  |
|             | Kereszténydemokrata Néppárt            | párt                                   | országos                               | ✓                      | 8                     | 4.                 | Fidesz-KDNP        | közös              | 7                  |
|             |                                        |                                        |                                        |                        |                       |                    |                    |                    |                    |
|             | szervezet nélküli (független) jelöltek | szervezet nélküli (független) jelöltek | szervezet nélküli (független) jelöltek | 1                      | 3                     |                    |                    |                    |                    |
| 6 szervezet | 6 szervezet                            | 6 szervezet                            | 6 szervezet                            | 5                      | 40                    | 5 lista            | 5 lista            | 5 lista            | 41                 |

### Képviselőjelöltek

#### Egyéni választókerületi jelöltek
|                                     | Egyéni választókerületek | Egyéni választókerületek | Egyéni választókerületek | Egyéni választókerületek | Egyéni választókerületek | Egyéni választókerületek | Egyéni választókerületek | Egyéni választókerületek | ∑  |
| 01                                  | 02                       | 03                       | 04                       | 05                       | 06                       | 07                       | 08                       |                          | ∑  |
| ----------------------------------- | ------------------------ | ------------------------ | ------------------------ | ------------------------ | ------------------------ | ------------------------ | ------------------------ | ------------------------ | -- |
| Független jelöltek                  | 1                        | -                        | -                        | -                        | -                        | -                        | -                        | 2                        | 3  |
| Szervezetek által állított jelöltek |                          |                          |                          |                          |                          |                          |                          |                          |    |
| Jobbik                              |                          |                          |                          |                          |                          |                          |                          |                          | 6  |
| Munkáspárt                          |                          |                          |                          |                          |                          |                          |                          |                          | 7  |
| DK                                  |                          |                          |                          |                          |                          |                          |                          |                          | 8  |
| MSZP                                |                          |                          |                          |                          |                          |                          |                          |                          | 8  |
| Fidesz-KDNP                         |                          |                          |                          |                          |                          |                          |                          |                          | 8  |
| Összesen                            | 4                        | 5                        | 5                        | 5                        | 4                        | 5                        | 5                        | 7                        | 40 |

Az egyéni választókerületekben az ott élő polgárok 1%-ának ajánlását kellett összegyűjteni. Egy választópolgár több jelöltet is ajánlhatott.
Az ajánlások gyűjtésére augusztus 25-től szeptember 8-ig állt lehetőség.
| Jelölt           | Szervezet | Szervezet   |
| ---------------- | --------- | ----------- |
| Palotás Imre     |           | MSZP        |
| Orosz Bernadett  |           | Fidesz-KDNP |
| Katona Erzsébet  |           | DK          |
| Büki Zoltán Imre |           | független   |

| Jelölt                             | Szervezet | Szervezet   |
| ---------------------------------- | --------- | ----------- |
| Huszár Péter Pál                   |           | Fidesz-KDNP |
| Balla Szabolcs                     |           | Munkáspárt  |
| Dobrocsi Lénárd                    |           | Jobbik      |
| Szedlákné dr. Csábi Ilona Magdolna |           | DK          |
| Szabó Péter                        |           | MSZP        |

| Jelölt                 | Szervezet | Szervezet   |
| ---------------------- | --------- | ----------- |
| Zolnyánszki Zsolt      |           | Fidesz-KDNP |
| Mayer Lászlóné         |           | Munkáspárt  |
| Szedlák Sándor         |           | DK          |
| Pulay Richárd Szabolcs |           | Jobbik      |
| dr. Horváth László     |           | MSZP        |

| Jelölt                         | Szervezet | Szervezet   |
| ------------------------------ | --------- | ----------- |
| Köllő István                   |           | Munkáspárt  |
| Horváth Gáborné Büttl Beáta    |           | Jobbik      |
| Borenszki Ervin                |           | MSZP        |
| Pulay László                   |           | Fidesz-KDNP |
| Szenográdiné Csomai Ibolya Éva |           | DK          |

| Jelölt                 | Szervezet | Szervezet   |
| ---------------------- | --------- | ----------- |
| Danisovszky Tiborné    |           | Munkáspárt  |
| Füle Sándorné          |           | MSZP        |
| Fazekas János          |           | Fidesz-KDNP |
| Srancsik József László |           | DK          |

| Jelölt                | Szervezet | Szervezet   |
| --------------------- | --------- | ----------- |
| Csach Gábor Lóránt    |           | Fidesz-KDNP |
| Makrai Richárd        |           | DK          |
| Veres Vendel Szabolcs |           | Jobbik      |
| dr. Balázs Dezső      |           | MSZP        |
| Farók Richárd         |           | Munkáspárt  |

| Jelölt                 | Szervezet | Szervezet   |
| ---------------------- | --------- | ----------- |
| Bágyon Pál             |           | DK          |
| Bencsik Gábor          |           | Munkáspárt  |
| Horváth Gábor          |           | Jobbik      |
| dr. Bacskó József      |           | MSZP        |
| Reznicsek Ferenc Pálné |           | Fidesz-KDNP |

| Jelölt             | Szervezet | Szervezet   |
| ------------------ | --------- | ----------- |
| Jurta Ferenc Zsolt |           | DK          |
| Győri János        |           | független   |
| Szabados Róbert    |           | Jobbik      |
| Siket Béla         |           | Fidesz-KDNP |
| Gurman Péter János |           | MSZP        |
| Karmann János      |           | Munkáspárt  |
| Filip Pál          |           | független   |

1. 1 2  A 01-es választókerületben a Jobbik (Teknős Tamás) és a Munkáspárt (Gere Zoltán) jelöltje is visszalépett még választások előtt. Ugyanez történt a 05-ös választókerületben, szintén a Jobbik (Pántya Endre László) jelöltjével.

#### Kompenzációs listák
| Lista   | Lista       | Listavezető          | Jelöltek száma |
| ------- | ----------- | -------------------- | -------------- |
|         | Munkáspárt  | Mayer Lászlóné       | 9              |
|         | MSZP        | Lombos István Pál    | 9              |
|         | Jobbik      | Dobrocsi Lénárd      | 8              |
|         | Fidesz-KDNP | Medvácz Lajos Ferenc | 7              |
|         | DK          | Szedlák Sándor       | 8              |
| 5 lista | 5 lista     |                      | 41             |

| \| Lista \| Lista \| # \| Jelölt \| EVK \| EVK \| \| ----- \| ----------- \| ---------------------------------- \| -------------------- \| --- \| --- \| \| \| Munkáspárt \| 1. \| Mayer Lászlóné \| 03 \| \| \| 2. \| Munkáspárt \| Balla Szabolcs \| 02 \| \| \| \| 3. \| Munkáspárt \| Köllő István \| 04 \| \| \| \| 4. \| Munkáspárt \| Karmann János \| 08 \| \| \| \| 5. \| Munkáspárt \| Danisovszky Tiborné \| 05 \| \| \| \| 6. \| Munkáspárt \| Gere Zoltán \| 01 \| \| \| \| 7. \| Munkáspárt \| Bencsik Gábor \| 07 \| \| \| \| 8. \| Munkáspárt \| Farók Richárd \| 06 \| \| \| \| 9. \| Munkáspárt \| Mayer László Szilveszter \| \| \| \| \| \| MSZP \| 1. \| Lombos István Pál \| \| \| \| 2. \| MSZP \| Szabó Péter \| 02 \| \| \| \| 3. \| MSZP \| Baranyi János \| \| \| \| \| 4. \| MSZP \| Borenszki Ervin \| 04 \| \| \| \| 5. \| MSZP \| dr. Horváth László \| 03 \| \| \| \| 6. \| MSZP \| dr. Balázs Dezső \| 06 \| \| \| \| 7. \| MSZP \| Palotás Imre \| 01 \| \| \| \| 8. \| MSZP \| dr. Bacskó József \| 07 \| \| \| \| 9. \| MSZP \| Füle Sándorné \| 05 \| \| \| \| \| Jobbik \| 1. \| Dobrocsi Lénárd \| 02 \| \| \| 2. \| Jobbik \| Szabados Róbert \| 08 \| \| \| \| 4. \| Jobbik \| Veres Vendel Szabolcs \| 06 \| \| \| \| 5. \| Jobbik \| Horváth Gáborné Büttl Beáta \| 04 \| \| \| \| 6. \| Jobbik \| Pulay Richárd Szabolcs \| 03 \| \| \| \| 8. \| Jobbik \| Horváth Gábor \| 07 \| \| \| \| \| Jobbik \| Teknős Tamás \| 01 \| \| \| \| \| Jobbik \| Pántya Endre László \| 05 \| \| \| \| \| Fidesz-KDNP \| 1. \| Medvácz Lajos Ferenc \| \| \| \| 2. \| Fidesz-KDNP \| Csach Gábor Lóránt \| 06 \| \| \| \| 3. \| Fidesz-KDNP \| Huszár Péter Pál \| 02 \| \| \| \| 4. \| Fidesz-KDNP \| dr. Csekey László Károly \| \| \| \| \| 5. \| Fidesz-KDNP \| Zolnyánszki Zsolt \| 03 \| \| \| \| 6. \| Fidesz-KDNP \| Pulay László \| 04 \| \| \| \| 7. \| Fidesz-KDNP \| Orosz Bernadett \| 01 \| \| \| \| \| DK \| 1. \| Szedlák Sándor \| 03 \| \| \| 2. \| DK \| Szenográdiné Csomai Ibolya Éva \| 04 \| \| \| \| 3. \| DK \| Bágyon Pál \| 07 \| \| \| \| 4. \| DK \| Srancsik József László \| 05 \| \| \| \| 5. \| DK \| Szedlákné dr. Csábi Ilona Magdolna \| 02 \| \| \| \| 6. \| DK \| Jurta Ferenc Zsolt \| 08 \| \| \| \| 7. \| DK \| Makrai Richárd \| 06 \| \| \| \| 8. \| DK \| Katona Erzsébet \| 01 \| \| \| |             |                                    |                      |     |     |
| Lista | Lista       | #                                  | Jelölt               | EVK | EVK |
| | Munkáspárt  | 1.                                 | Mayer Lászlóné       | 03  |     |
| 2. | Munkáspárt  | Balla Szabolcs                     | 02                   |     |     |
| 3. | Munkáspárt  | Köllő István                       | 04                   |     |     |
| 4. | Munkáspárt  | Karmann János                      | 08                   |     |     |
| 5. | Munkáspárt  | Danisovszky Tiborné                | 05                   |     |     |
| 6. | Munkáspárt  | Gere Zoltán                        | 01                   |     |     |
| 7. | Munkáspárt  | Bencsik Gábor                      | 07                   |     |     |
| 8. | Munkáspárt  | Farók Richárd                      | 06                   |     |     |
| 9. | Munkáspárt  | Mayer László Szilveszter           |                      |     |     |
| | MSZP        | 1.                                 | Lombos István Pál    |     |     |
| 2. | MSZP        | Szabó Péter                        | 02                   |     |     |
| 3. | MSZP        | Baranyi János                      |                      |     |     |
| 4. | MSZP        | Borenszki Ervin                    | 04                   |     |     |
| 5. | MSZP        | dr. Horváth László                 | 03                   |     |     |
| 6. | MSZP        | dr. Balázs Dezső                   | 06                   |     |     |
| 7. | MSZP        | Palotás Imre                       | 01                   |     |     |
| 8. | MSZP        | dr. Bacskó József                  | 07                   |     |     |
| 9. | MSZP        | Füle Sándorné                      | 05                   |     |     |
| | Jobbik      | 1.                                 | Dobrocsi Lénárd      | 02  |     |
| 2. | Jobbik      | Szabados Róbert                    | 08                   |     |     |
| 4. | Jobbik      | Veres Vendel Szabolcs              | 06                   |     |     |
| 5. | Jobbik      | Horváth Gáborné Büttl Beáta        | 04                   |     |     |
| 6. | Jobbik      | Pulay Richárd Szabolcs             | 03                   |     |     |
| 8. | Jobbik      | Horváth Gábor                      | 07                   |     |     |
| | Jobbik      | Teknős Tamás                       | 01                   |     |     |
| | Jobbik      | Pántya Endre László                | 05                   |     |     |
| | Fidesz-KDNP | 1.                                 | Medvácz Lajos Ferenc |     |     |
| 2. | Fidesz-KDNP | Csach Gábor Lóránt                 | 06                   |     |     |
| 3. | Fidesz-KDNP | Huszár Péter Pál                   | 02                   |     |     |
| 4. | Fidesz-KDNP | dr. Csekey László Károly           |                      |     |     |
| 5. | Fidesz-KDNP | Zolnyánszki Zsolt                  | 03                   |     |     |
| 6. | Fidesz-KDNP | Pulay László                       | 04                   |     |     |
| 7. | Fidesz-KDNP | Orosz Bernadett                    | 01                   |     |     |
| | DK          | 1.                                 | Szedlák Sándor       | 03  |     |
| 2. | DK          | Szenográdiné Csomai Ibolya Éva     | 04                   |     |     |
| 3. | DK          | Bágyon Pál                         | 07                   |     |     |
| 4. | DK          | Srancsik József László             | 05                   |     |     |
| 5. | DK          | Szedlákné dr. Csábi Ilona Magdolna | 02                   |     |     |
| 6. | DK          | Jurta Ferenc Zsolt                 | 08                   |     |     |
| 7. | DK          | Makrai Richárd                     | 06                   |     |     |
| 8. | DK          | Katona Erzsébet                    | 01                   |     |     |

### Polgármesterjelöltek
A polgármesterjelöltséghez legalább 300 választópolgár ajánlása volt szükség.
Négy jelöltből három összegyűjtötte az ajánlásokat, és nyilvántartásba vette a Választási Bizottság, egy esetben pedig jogerősen elutasította a nyilvántartásba vételt.
| Jelölt               | Szervezet | Szervezet   |
| -------------------- | --------- | ----------- |
| Szedlák Sándor       |           | DK          |
| Dobrocsi Lénárd      |           | Jobbik      |
| Medvácz Lajos Ferenc |           | Fidesz-KDNP |
| Lombos István Pál    |           | MSZP        |
| Büki Zoltán Imre     |           | független   |

1. ↑  nyilvántartásba vétel jogerősen elutasítva

## A szavazás menete
A választást 2014. október 12-én, vasárnap bonyolították le. A választópolgárok reggel 6 órától kezdve adhatták le a szavazataikat, egészen a 19 órás urnazárásig.

### Részvétel
| A részvételi adatok napközbeni alakulása | A részvételi adatok napközbeni alakulása | A részvételi adatok napközbeni alakulása | A részvételi adatok napközbeni alakulása | A részvételi adatok napközbeni alakulása                 |
| Időpont                                  | Szavazók                                 | Szavazók                                 | +/- 2010 óta (%p)                        | Legnagyobb/legkisebb részvétel                           |
| Időpont                                  | db                                       | %                                        | +/- 2010 óta (%p)                        | Legnagyobb/legkisebb részvétel                           |
| ---------------------------------------- | ---------------------------------------- | ---------------------------------------- | ---------------------------------------- | -------------------------------------------------------- |
| 7:00                                     | 134                                      | 1,01%                                    | 0,43                                     | 4. számú szavazókör 2,64% 9. számú szavazókör 0,26%      |
| 9:00                                     | 760                                      | 5,75%                                    | 0,40                                     | 4. számú szavazókör 8,18% 12. számú szavazókör 2,75%     |
| 11:00                                    | 1901                                     | 14,37%                                   | 0,18                                     | 14. számú szavazókör 18,23% 12. számú szavazókör 8,96%   |
| 13:00                                    | 2612                                     | 19,75%                                   | -0,46                                    | 9. számú szavazókör 24,49% 12. számú szavazókör 15,77%   |
| 15:00                                    | 3277                                     | 24,77%                                   | -1,53                                    | 15. számú választókör 30,14% 10. számú szavazókör 19,77% |
| 17:30                                    | 4407                                     | 33,32%                                   | -2,12                                    | 15. számú választókör 41,12% 10. számú szavazókör 26,50% |
| 19:00                                    | 4895                                     | 37,00%                                   | -2,47                                    | 15. számú választókör 46,74% 8. számú szavazókör 31,16%  |

A 13 ezer szavazásra jogosult polgárból csupán kevesebb, mint 5 ezer vett részt a választásokon (37%). Közülük 76-an érvénytelenül szavaztak (1,55%).
|                                  |                                  |        | jogosultak arányában | szavazók arányában |
| -------------------------------- | -------------------------------- | ------ | -------------------- | ------------------ |
| Választójogosult                 | Választójogosult                 | 13 228 |                      |                    |
| Szavazó                          | Szavazó                          | 4895   | 37,00%               |                    |
| érvényes szavazólap              | érvényes szavazólap              | 4815   | 36,40%               | 98,37%             |
| érvénytelen / hiányzó szavazólap | érvénytelen / hiányzó szavazólap | 76     | 0,57%                | 1,55%              |
| Távolmaradó                      | Távolmaradó                      | 8333   | 63,00%               |                    |

## Eredmény

### Képviselő-választások

#### Egyéni választókerületi eredmények
| Választókerületi eredmények | Választókerületi eredmények        | Választókerületi eredmények | Választókerületi eredmények | Választókerületi eredmények | Választókerületi eredmények | Választókerületi eredmények | Választókerületi eredmények | Választókerületi eredmények |
| EVK                         | Jelölt                             | Jelölő szervezet(ek)        | Jelölő szervezet(ek)        | #.                          | Szavazat                    | Szavazat                    | Szavazat                    | Szavazat                    |
| EVK                         | Jelölt                             | Jelölő szervezet(ek)        | Jelölő szervezet(ek)        | #.                          | db                          | jog.%                       | szav.%                      | érv.%                       |
| --------------------------- | ---------------------------------- | --------------------------- | --------------------------- | --------------------------- | --------------------------- | --------------------------- | --------------------------- | --------------------------- |
| 01                          | Orosz Bernadett                    |                             | Fidesz-KDNP                 | 1.                          | 297                         | 17,1%                       | 47,3%                       | 51,2%                       |
| 01                          | Palotás Imre                       |                             | MSZP                        | 2.                          | 179                         | 11,3%                       | 31,4%                       | 30,9%                       |
| 01                          | Katona Erzsébet                    |                             | DK                          | 3.                          | 57                          | 3,3%                        | 9,1%                        | 9,8%                        |
| 01                          | Büki Zoltán Imre                   |                             | független                   | 4.                          | 47                          | 2,7%                        | 7,5%                        | 8,1%                        |
| 02                          | Huszár Péter Pál                   |                             | Fidesz-KDNP                 | 1.                          | 305                         | 18,4%                       | 49,7%                       | 50,8%                       |
| 02                          | Szabó Péter                        |                             | MSZP                        | 2.                          | 123                         | 7,4%                        | 20,0%                       | 20,5%                       |
| 02                          | Dobrocsi Lénárd                    |                             | Jobbik                      | 3.                          | 81                          | 4,9%                        | 13,2%                       | 13,5%                       |
| 02                          | Szedlákné dr. Csábi Ilona Magdolna |                             | DK                          | 4.                          | 73                          | 4,4%                        | 11,9%                       | 12,2%                       |
| 02                          | Balla Szabolcs                     |                             | Munkáspárt                  | 5.                          | 18                          | 1,1%                        | 2,9%                        | 3,0%                        |
| 03                          | Zolnyánszki Zsolt                  |                             | Fidesz-KDNP                 | 1.                          | 291                         | 17,1%                       | 49,7%                       | 50,6%                       |
| 03                          | dr. Horváth László                 |                             | MSZP                        | 2.                          | 108                         | 6,4%                        | 18,4%                       | 18,8%                       |
| 03                          | Szedlák Sándor                     |                             | DK                          | 3.                          | 84                          | 4,9%                        | 14,3%                       | 14,6%                       |
| 03                          | Pulay Richárd Szabolcs             |                             | Jobbik                      | 4.                          | 81                          | 4,8%                        | 13,8%                       | 14,1%                       |
| 03                          | Mayer Lászlóné                     |                             | Munkáspárt                  | 5.                          | 11                          | 0,6%                        | 1,9%                        | 1,9%                        |
| 04                          | Pulay László                       |                             | Fidesz-KDNP                 | 1.                          | 255                         | 15,0%                       | 44,6%                       | 46,3%                       |
| 04                          | Borenszki Ervin                    |                             | MSZP                        | 2.                          | 105                         | 6,2%                        | 18,4%                       | 19,1%                       |
| 04                          | Horváth Gáborné Büttl Beáta        |                             | Jobbik                      | 3.                          | 96                          | 5,7%                        | 16,8%                       | 17,4%                       |
| 04                          | Szenográdiné Csomai Ibolya Éva     |                             | DK                          | 4.                          | 83                          | 4,9%                        | 14,5%                       | 15,0%                       |
| 04                          | Köllő István                       |                             | Munkáspárt                  | 5.                          | 12                          | 0,7%                        | 2,1%                        | 2,2%                        |
| 05                          | Fazekas János                      |                             | Fidesz-KDNP                 | 1.                          | 305                         | 17,6%                       | 48,8%                       | 54,0%                       |
| 05                          | Srancsik József László             |                             | DK                          | 2.                          | 133                         | 7,7%                        | 21,3%                       | 23,5%                       |
| 05                          | Füle Sándorné                      |                             | MSZP                        | 3.                          | 103                         | 5,9%                        | 16,5%                       | 18,2%                       |
| 05                          | Danisovszky Tiborné                |                             | Munkáspárt                  | 4.                          | 24                          | 1,4%                        | 3,8%                        | 4,3%                        |
| 06                          | Csach Gábor Lóránt                 |                             | Fidesz-KDNP                 | 1.                          | 266                         | 17,5%                       | 47,6%                       | 48,8%                       |
| 06                          | Veres Vendel Szabolcs              |                             | Jobbik                      | 2.                          | 107                         | 7,0%                        | 19,2%                       | 19,6%                       |
| 06                          | dr. Balázs Dezső                   |                             | MSZP                        | 3.                          | 98                          | 6,4%                        | 17,6%                       | 18,0%                       |
| 06                          | Makrai Richárd                     |                             | DK                          | 4.                          | 67                          | 4,4%                        | 12,0%                       | 12,3%                       |
| 06                          | Farók Richárd                      |                             | Munkáspárt                  | 5.                          | 7                           | 0,5                         | 1,3%                        | 1,3%                        |
| 07                          | Reznicsek Ferenc Pálné             |                             | Fidesz-KDNP                 | 1.                          | 324                         | 20,4%                       | 51,8%                       | 53,0%                       |
| 07                          | Horváth Gábor                      |                             | Jobbik                      | 2.                          | 127                         | 8,0%                        | 20,3%                       | 20,8%                       |
| 07                          | dr. Bacskó József                  |                             | MSZP                        | 3.                          | 106                         | 6,7%                        | 16,9%                       | 17,4%                       |
| 07                          | Bágyon Pál                         |                             | DK                          | 4.                          | 49                          | 3,1%                        | 7,8%                        | 8,0%                        |
| 07                          | Bencsik Gábor                      |                             | Munkáspárt                  | 5.                          | 5                           | 0,3%                        | 0,8%                        | 0,8%                        |
| 08                          | Siket Béla                         |                             | Fidesz-KDNP                 | 1.                          | 295                         | 18,5%                       | 42,9%                       | 43,5%                       |
| 08                          | Szabados Róbert                    |                             | Jobbik                      | 2.                          | 129                         | 8,1%                        | 18,8%                       | 19,0%                       |
| 08                          | Győri János                        |                             | független                   | 3.                          | 121                         | 7,6%                        | 17,6%                       | 17,9%                       |
| 08                          | Gurman Péter János                 |                             | MSZP                        | 4.                          | 56                          | 3,5%                        | 8,2%                        | 8,3%                        |
| 08                          | Jurta Ferenc Zsolt                 |                             | DK                          | 5.                          | 43                          | 2,7%                        | 6,3%                        | 6,3%                        |
| 08                          | Filip Pál                          |                             | független                   | 6.                          | 33                          | 2,1%                        | 4,8%                        | 4,9%                        |
| 08                          | Karmann János                      |                             | Munkáspárt                  | 7.                          | 2                           | 0,1%                        | 0,3%                        | 0,3%                        |

| EVK            | Megválasztott képviselő | Megválasztott képviselő | Megválasztott képviselő | Szavazat | Szavazat | Szavazat | Szavazat | Előny a 2. előtt (%p) |
| EVK            | név                     | szervezet(ek)           | szervezet(ek)           | db       | jog.%    | szav.%   | érv.%    | Előny a 2. előtt (%p) |
| -------------- | ----------------------- | ----------------------- | ----------------------- | -------- | -------- | -------- | -------- | --------------------- |
| 01             | Orosz Bernadett         |                         | Fidesz-KDNP             | 297      | 17,1%    | 47,3%    | 51,2%    | 20,3                  |
| 02             | Huszár Péter Pál        |                         | Fidesz-KDNP             | 305      | 18,4%    | 49,7%    | 50,8%    | 30,3                  |
| 03             | Zolnyánszki Zsolt       |                         | Fidesz-KDNP             | 291      | 17,1%    | 49,7%    | 50,6%    | 31,8                  |
| 04             | Pulay László            |                         | Fidesz-KDNP             | 255      | 15,0%    | 44,6%    | 46,3%    | 27,2                  |
| 05             | Fazekas János           |                         | Fidesz-KDNP             | 305      | 17,6%    | 48,8%    | 54,0%    | 30,5                  |
| 06             | Csach Gábor Lóránt      |                         | Fidesz-KDNP             | 266      | 17,5%    | 47,6%    | 48,8%    | 29,2                  |
| 07             | Reznicsek Ferenc Pálné  |                         | Fidesz-KDNP             | 324      | 20,4%    | 51,8%    | 53,0%    | 32,2                  |
| 08             | Siket Béla              |                         | Fidesz-KDNP             | 295      | 18,5%    | 42,9%    | 43,5%    | 24,5                  |
| Összesen/átlag | Összesen/átlag          | Összesen/átlag          | Összesen/átlag          | 2338     | 17,7%    | 47,8%    | 49,8%    |                       |

#### Kompenzációs listás eredmények
A kompenzációs listák között azokat a szavazatokat osztották szét, amelyeket olyan jelöltek kaptak, akik nem nyertek, s így ezek a szavazatok nem eredményezek képviselői megbízatást. Az így nyert töredékszavazatok a listát állító szervezetek között arányosan osztották el.
A Fidesz és a KDNP közösen, míg az MSZP, Jobbik, DK és a Munkáspárt önállóan állított listát.
| Lista | Lista       | Töredék szavazat | Képviselő |
| ----- | ----------- | ---------------- | --------- |
|       | MSZP        | 878              | 1         |
|       | Jobbik      | 621              | 1         |
|       | DK          | 589              | 1         |
|       | Munkáspárt  | 79               | 0         |
|       | Fidesz-KDNP | 0                | 0         |

#### Összesítés
| Szervezet              | Szervezet   | Érvényes szavazat | Érvényes szavazat | Képviselő | Képviselő |
| ---------------------- | ----------- | ----------------- | ----------------- | --------- | --------- |
|                        | Fidesz-KDNP | 2338              | 49,7%             | 8         | 72,7%     |
|                        | MSZP        | 878               | 18,7%             | 1         | 9,1%      |
|                        | Jobbik      | 621               | 13,2%             | 1         | 9,1%      |
|                        | DK          | 589               | 12,5%             | 1         | 9,1%      |
|                        | Munkáspárt  | 79                | 1,7%              | 0         |           |
|                        | független   | 201               | 4,3%              | 0         |           |
| Összesen               | Összesen    | 4706              |                   | 11        |           |
| \| 8 \| 1 \| 1 \| 1 \| |             |                   |                   |           |           |
| 8                      | 1           | 1                 | 1                 |           |           |

| Bővített eredmény táblázat       | Bővített eredmény táblázat               | Bővített eredmény táblázat       | Bővített eredmény táblázat | Bővített eredmény táblázat | Bővített eredmény táblázat | Bővített eredmény táblázat | Bővített eredmény táblázat | Bővített eredmény táblázat | Bővített eredmény táblázat | Bővített eredmény táblázat |
| Szervezet                        | Szervezet                                | Egyéni jelöltek száma            | Szavazat                   | Szavazat                   | Szavazat                   | Szavazat                   | Képviselő                  | Képviselő                  | Képviselő                  | Képviselő                  |
| Szervezet                        | Szervezet                                | Egyéni jelöltek száma            | db                         | jog.%                      | szav.%                     | érv.%                      | egyéni                     | listás                     | össz.                      | %                          |
| -------------------------------- | ---------------------------------------- | -------------------------------- | -------------------------- | -------------------------- | -------------------------- | -------------------------- | -------------------------- | -------------------------- | -------------------------- | -------------------------- |
|                                  | Fidesz-KDNP                              | 8                                | 2338                       | 17,7%                      | 47,8%                      | 49,7%                      | 8                          | 0                          | 8                          | 72,7%                      |
|                                  | MSZP                                     | 8                                | 878                        | 6,6%                       | 18,0%                      | 18,7%                      | 0                          | 1                          | 1                          | 9,1%                       |
|                                  | Jobbik                                   | 8                                | 621                        | 4,7%                       | 12,7%                      | 13,2%                      | 0                          | 1                          | 1                          | 9,1%                       |
|                                  | DK                                       | 8                                | 589                        | 4,5%                       | 12,1%                      | 12,5%                      | 0                          | 1                          | 1                          | 9,1%                       |
|                                  | Munkáspárt                               | 8                                | 79                         | 0,6%                       | 1,6%                       | 1,7%                       | 0                          | 0                          | 0                          |                            |
|                                  | szervezet nélküli (független) képviselők | 3                                | 201                        | 1,5%                       | 4,1%                       | 4,3%                       | 0                          | –                          | 0                          |                            |
| Összesen                         | Összesen                                 | 43                               | 4706                       | 35,6%                      | 96,4%                      | 100%                       | 8                          | 3                          | 11                         |                            |
| érvénytelen / hiányzó szavazólap | érvénytelen / hiányzó szavazólap         | érvénytelen / hiányzó szavazólap | 177                        | 1,3%                       | 3,6%                       |                            |                            |                            |                            |                            |
| Szavazó                          | Szavazó                                  | Szavazó                          | 4883                       | 36,9%                      | 100%                       |                            |                            |                            |                            |                            |
| Távolmaradó                      | Távolmaradó                              | Távolmaradó                      | 8350                       | 63,1%                      |                            |                            |                            |                            |                            |                            |
| Választójogosult                 | Választójogosult                         | Választójogosult                 | 13233                      | 100%                       |                            |                            |                            |                            |                            |                            |

### Polgármester-választás
| Medvácz Lajos Ferenc | Medvácz Lajos Ferenc | Dobrocsi L.       | Dobrocsi L. |
|                      |                      |                   |             |
|                      | Lombos István Pál    | Lombos István Pál | Sz.S.       |

| \| Polgármester-választás \| Polgármester-választás \| Polgármester-választás \| Polgármester-választás \| Polgármester-választás \| \| ---------------------- \| ---------------------- \| ---------------------- \| ---------------------- \| ---------------------- \| \| Jelöltek \| \| \| szavazat \| \| \| Medvácz Lajos Ferenc \| Medvácz Lajos Ferenc \| \| 2686 \| 2686 \| \| Lombos István Pál \| Lombos István Pál \| \| 1066 \| 1066 \| \| Dobrocsi Lénárd \| Dobrocsi Lénárd \| \| 622 \| 622 \| \| Szedlák Sándor \| Szedlák Sándor \| \| 443 \| 443 \| \| \| \| \| \| \| |                      |  |          |      |
| Polgármester-választás |                      |  |          |      |
| Jelöltek |                      |  | szavazat |      |
| Medvácz Lajos Ferenc | Medvácz Lajos Ferenc |  | 2686     | 2686 |
| Lombos István Pál | Lombos István Pál    |  | 1066     | 1066 |
| Dobrocsi Lénárd | Dobrocsi Lénárd      |  | 622      | 622  |
| Szedlák Sándor | Szedlák Sándor       |  | 443      | 443  |
| |                      |  |          |      |

| Polgármester-választás | Polgármester-választás | Polgármester-választás | Polgármester-választás | Polgármester-választás |
| ---------------------- | ---------------------- | ---------------------- | ---------------------- | ---------------------- |
| Jelöltek               |                        |                        | szavazat               |                        |
| Medvácz Lajos Ferenc   | Medvácz Lajos Ferenc   |                        | 2686                   | 2686                   |
| Lombos István Pál      | Lombos István Pál      |                        | 1066                   | 1066                   |
| Dobrocsi Lénárd        | Dobrocsi Lénárd        |                        | 622                    | 622                    |
| Szedlák Sándor         | Szedlák Sándor         |                        | 443                    | 443                    |
|                        |                        |                        |                        |                        |

## A megválasztott önkormányzat
|          |             |           |           |
| Párt     | Párt        | Képviselő | Képviselő |
|          | Fidesz–KDNP | 8         | 72,7%     |
|          | MSZP        | 1         | 9,1%      |
|          | Jobbik      | 1         | 9,1%      |
|          | DK          | 1         | 9,1%      |
| Összesen | Összesen    | 11        |           |

| Polgármester         | Polgármester | Polgármester | Polgármester | Polgármester | Polgármester | Polgármester | Polgármester | Polgármester | Polgármester | Polgármester | Polgármester |
| -------------------- | ------------ | ------------ | ------------ | ------------ | ------------ | ------------ | ------------ | ------------ | ------------ | ------------ | ------------ |
| Medvácz Lajos Ferenc |              | Fidesz-KDNP  | Fidesz-KDNP  | Fidesz-KDNP  | Fidesz-KDNP  | Fidesz-KDNP  | Fidesz-KDNP  | Fidesz-KDNP  | Fidesz-KDNP  | Fidesz-KDNP  | –            |
| Képviselő-testület   |              |              |              |              |              |              |              |              |              |              |              |
| Szervezet            | Képviselő    | Képviselő    | Képviselő    | Képviselő    | Képviselő    | Képviselő    | Képviselő    | Képviselő    | Képviselő    | Képviselő    | ± 2010 óta   |
| Fidesz-KDNP          |              |              |              |              |              |              |              |              | 8            | 72,7%        | –            |
| MSZP                 |              |              |              |              |              |              |              |              | 1            | 9,1%         | -1           |
| Jobbik               |              |              |              |              |              |              |              |              | 1            | 9,1%         | –            |
| DK                   |              |              |              |              |              |              |              |              | 1            | 9,1%         | Új           |
| Összesen             |              |              |              |              |              |              |              |              | 11           |              |              |

| EVK         | 01              | 02                 | 03                     | 04           |
| ----------- | --------------- | ------------------ | ---------------------- | ------------ |
| Képviselő   | Orosz Bernadett | Huszár Péter Pál   | Zolnyánszki Zsolt      | Pulay László |
| Szervezet   |                 |                    |                        |              |
| Fidesz–KDNP | Fidesz–KDNP     | Fidesz–KDNP        | Fidesz–KDNP            |              |
|             |                 |                    |                        |              |
| EVK         | 05              | 06                 | 07                     | 08           |
| Képviselő   | Fazekas János   | Csach Gábor Lóránt | Reznicsek Ferenc Pálné | Siket Béla   |
| Szervezet   |                 |                    |                        |              |
| Fidesz–KDNP | Fidesz–KDNP     | Fidesz–KDNP        | Fidesz–KDNP            |              |

| Szervezet | Szervezet | Képviselő         |
| --------- | --------- | ----------------- |
|           | MSZP      | Lombos István Pál |
|           | Jobbik    | Dobrocsi Lénárd   |
|           | DK        | Szedlák Sándor    |